# グリーン・エレクトロニクス
『グリーン・エレクトロニクス』はCQ出版社が出版しているパワーエレクトロニクス技術者向けの季刊誌である。

## 概要
スイッチング電源や電動機の制御装置、自然エネルギー発電のようなパワーエレクトロニクスの専門誌として2010年に創刊された。